# Kunîci, Halîci
Kunîci (în ucraineană Куничі) este un sat în comuna Nastașîne din raionul Halîci, regiunea Ivano-Frankivsk, Ucraina.

## Demografie
Componența lingvistică a localității Kunîci
     Ucraineană (100%)
Conform recensământului din 2001, toată populația localității Kunîci era vorbitoare de ucraineană (100%).